# Sadong-guyŏk
Sadong-guyŏk (koreanska: 사동구역) är en kommun i Nordkorea.   Den ligger i provinsen Pyongyang, i den sydvästra delen av landet, 14 km öster om huvudstaden Pyongyang.